# Сент-Мер-Эглиз
Сент-Мер-Эгли́з (фр. Sainte-Mère-Église) — коммуна на северо-западе Франции, находится в регионе Нормандия, департамент Манш, округ Шербур, кантон Карантан-ле-Маре. Расположена в 37 км к юго-востоку от Шербур-ан-Котантена и в 42 км к северу от Сен-Ло. Через территорию коммуны проходит автомагистраль N13.
Население (2018) — 3 074 человека.

## История
6 июня 1944 года Сент-Мер-Эглиз стал одним из первых освобождённых городов Франции во время Нормандской операции.
С 1 января 2016 года в состав коммуны Сент-Мер-Эглиз вошли коммуны Бёзвиль-о-Плен, Фукарвиль, Шеф-дю-Пон и Экокенеовиль; с 1 января 2019 года к ней присоединились коммуны Каркебю и Равеновиль.

## Достопримечательности
- Церковь Пресвятой Девы Марии (Нотр-Дам) XI—XIV веков, исторический памятник с 1840 года[1]
- Музей военно-воздушных сил под открытым небом (открыт в 2009 году)
- Шато Франкто XV века в Каркебю
- Шато Равеновиль XVII века
- Готическая церковь Святого Оуэна XIII-XVI веков в Каркебю
- Шато Марьевиль в Бёзвиль-о-Плене
- Романская церковь Святого Ло XV века со скульптурой Богоматери с младенцем в Фукарвиле

## Демография
Динамика численности населения, чел.

## Экономика
Структура занятости населения:
- сельское хозяйство — 7,6 %
- промышленность — 29,2 %
- строительство — 7,2 %
- торговля, транспорт и сфера услуг — 27,1 %
- государственные и муниципальные службы — 28,9 %

Уровень безработицы (2018) — 13,5 % (Франция в целом —  13,4 %, департамент Манш — 10,4 %). 

Среднегодовой доход на 1 человека, евро (2018) — 20 000 (Франция в целом — 21 730, департамент Манш — 20 980).

## Администрация
Пост мэра Сент-Мер-Эглиза с 2020 года занимает Ален Олле (Alain Holley). На муниципальных выборах 2020 года возглавляемый им список победил в 1-м туре, получив 56,13 % голосов.
| Период | Период | Фамилия     | Партия        | Примечания                                       |
| ------ | ------ | ----------- | ------------- | ------------------------------------------------ |
| 1984   | 2014   | Марк Лефевр | Разные правые | ветеринар, член Генерального совета департамента |
| 2014   | 2020   | Жан Кетье   |               | государственный служащий                         |
| 2020   |        | Ален Олле   |               |                                                  |

## Города-побратимы
- Стюрминстер Маршалл (Великобритания)

## Галерея
- Шато Франкто
- Церковь Святого Оуэна
- Шато Равеновиль
- Пляж Равеновиля
- Музей ВВС